# Estrada europeia 8

A E8 - Estrada europeia 8 - começa em Tromsø, na Noruega, entra na Finlândia, passando por Tornio, Kemi, Oulu, Vaasa e Pori, e terminando em Turku. Tem 1 410 km de extensão.

## Itinerário
Tromsø – Nordkjosbotn – Skibotn –  Kilpisjärvi – Kaaresuvanto – Muonio – Kolari – Tornio – Kemi – Oulu – Limingo – Raahe – Kokkola – Vaasa – Pori – Raumo – Turku

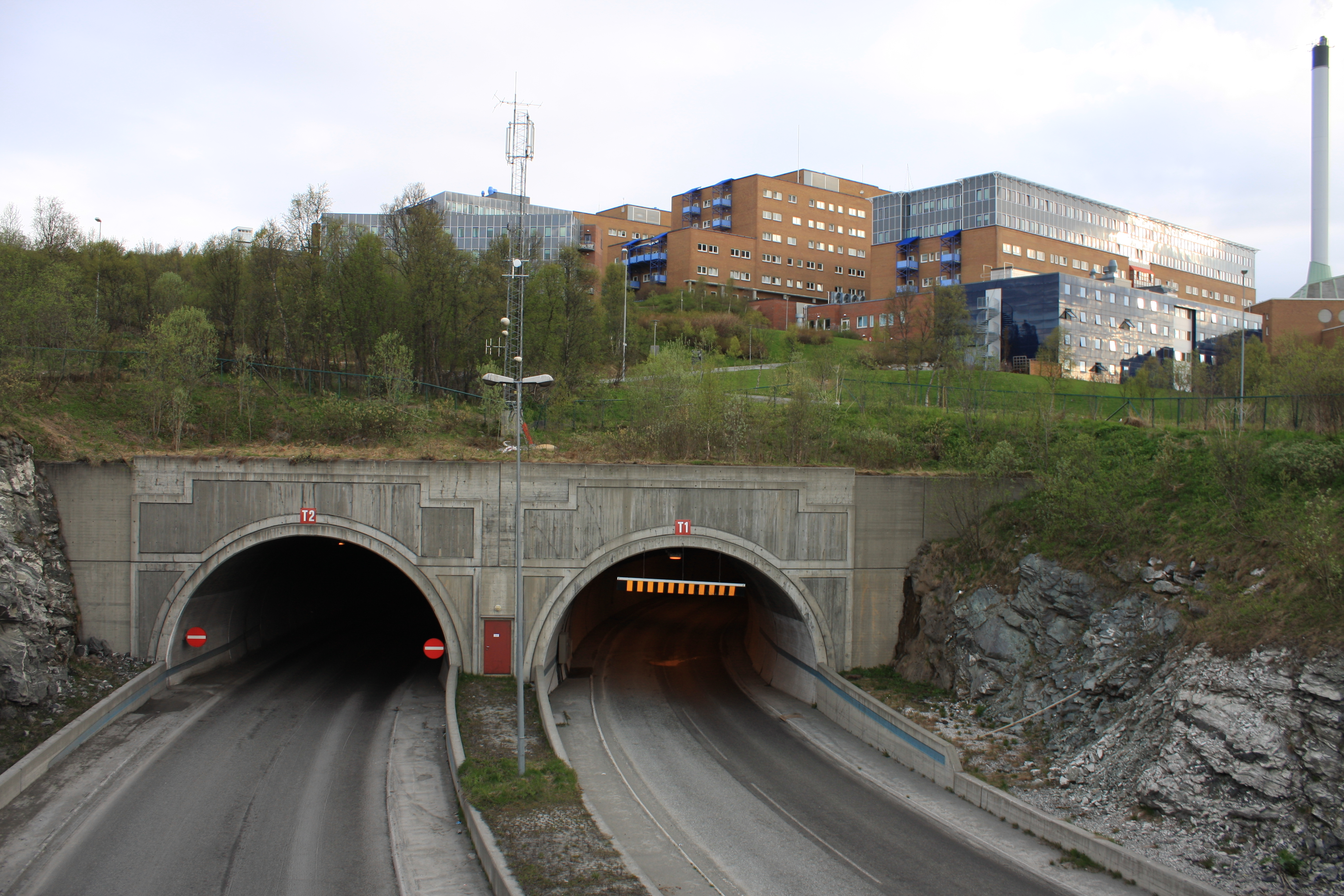
A estrada europeia E8 atravessa o estreito de Tromsø (Noruega) atraves de um túnel.
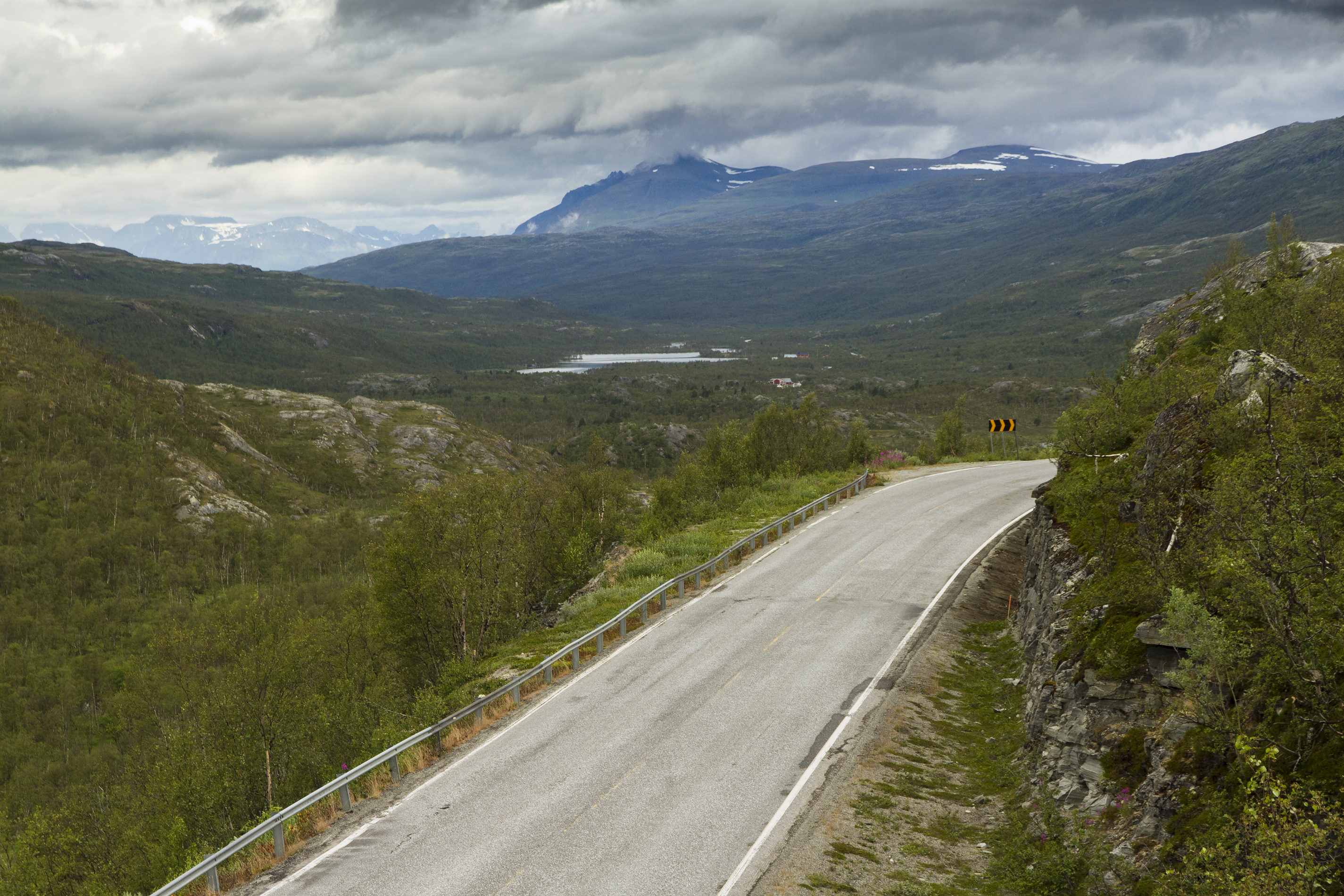
Em Skibotndalen (Noruega)
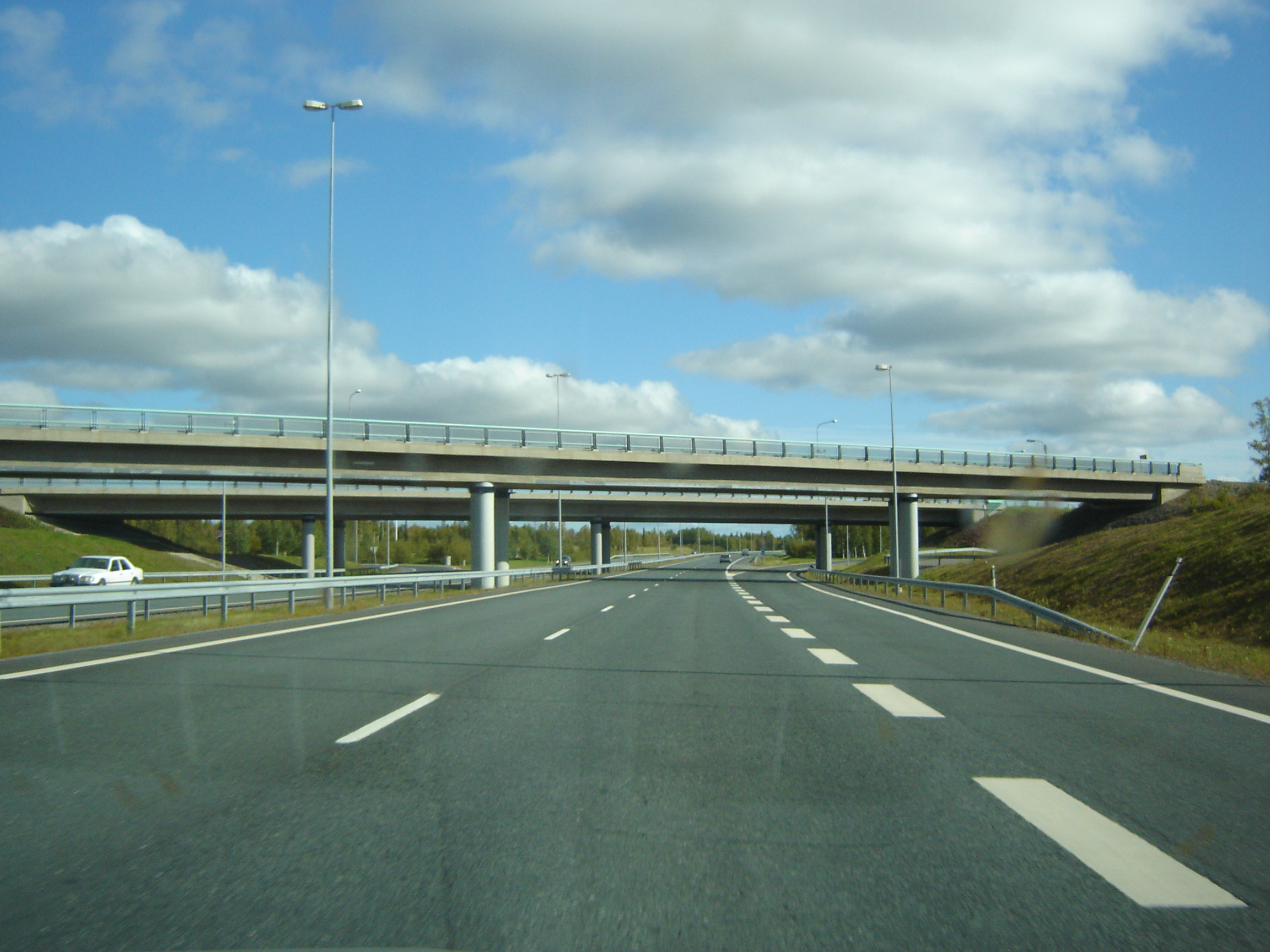
Em Tornio (Finlândia)
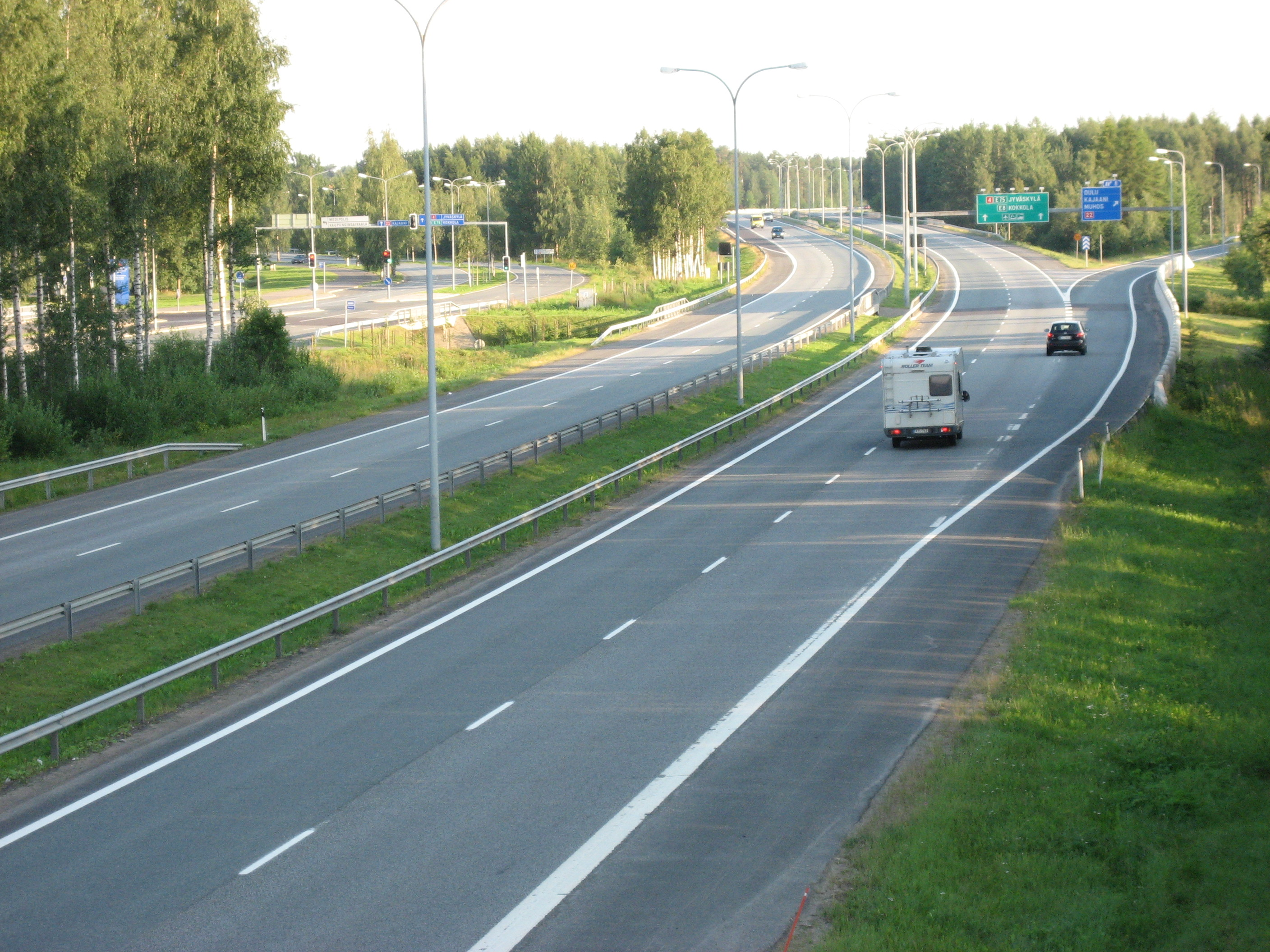
Em Oulu (Finlândia)